# Ectropothecium perminutum
Ectropothecium perminutum är en bladmossart som beskrevs av Brotherus och Edwin Bunting Bartram 1939. Ectropothecium perminutum ingår i släktet Ectropothecium och familjen Hypnaceae. Inga underarter finns listade i Catalogue of Life.